# Chiesa di San Vittore (Arcisate)
La chiesa prepositurale di San Vittore Martire, o pieve di San Vittore Martire, è la parrocchiale di Arcisate, in provincia di Varese ed arcidiocesi di Milano; fa parte del decanato della Valceresio.

## Storia
La prima citazione della pieve di Arcisate risale all'XI secolo ed è da ricercare in un documento in cui è nominato pure il parroco, che si chiamava don Adamo. La primitiva pieve probabilmente risaliva a quel secolo; parti di questo edificio ancora esistenti sono il campanile e alcune lapidi. Originariamente la pieve d'Arcisate estendeva la sua giurisdizione sulle chiese di Viggiù, Induno, Bisuschio, Cuasso, Ligurno, Cazzone, Clivio, Besano, Porto, Saltrio, Brenno, Brusimpiano e Ganna; quest'ultima località fu resa indipendente il 2 novembre del 1095 dal vescovo Arnolfo III. Nel Liber Notitiae Sanctorum Mediolani, redatto da Goffredo da Bussero, si legge che la pieve di Arcisate aveva 34 chiese filiali, alle quali si aggiungeva il monastero di Ganna, che, evidentemente, le era stato di nuovo sottoposto.
La pieve venne ricostruita nel XV secolo ed ampliata nel Cinquecento. Nel 1568 le pievi foraniali dell'arcidiocesi ambrosiana vennero trasformate in vicariati, e il neo-costituito vicariato di Arcisate andò a comprendere le parrocchie di Clivio, Cuasso al Monte, Cuasso al Piano, Induno, Ligurno, Viggiù, alle quali s'aggiunsero successivamente quelle di Bisuschio e di Besano-Porto Ceresio. Nel 1574 il numero dei canonici del capitolo fu ridotto a opera dell'arcivescovo di Milano Carlo Borromeo da diciotto a otto; in quell'occasione furono costituiti un canonico magistrale o scolastico e una prebenda coadiutorale curata.
Nel XVII secolo la chiesa fu dotata delle cappelle laterali. Nel Settecento venne innalzato il pronao in facciata; dalla relazione della visita pastorale dell'arcivescovo Giuseppe Pozzobonelli, effettuata nel 1781, s'apprende che il prevosto era coadiuvato da un canonico coadiutore e da altri sette canonici, che i parrocchiani erano circa 1000 e che nella parrocchiale aveva sede la Scuola della Dottrina Cristiana.
Nel XIX secolo la parrocchiale subì alcuni rimaneggiamenti, che comportarono anche l'innalzamento del tetto. Nel 1932 la facciata venne ristrutturata su disegno di Ugo Zanchetta. Nel 1972, con la riorganizzazione territoriale dell'arcidiocesi, il vicariato di Arcisate fu trasformato nell'omonimo decanato, che nel 1978 venne ridenominato in decanato della Valceresio.

## Descrizione
Del complesso di epoca medioevale rimangono oggi il battistero e la torre campanaria, modificati nei secoli seguenti.

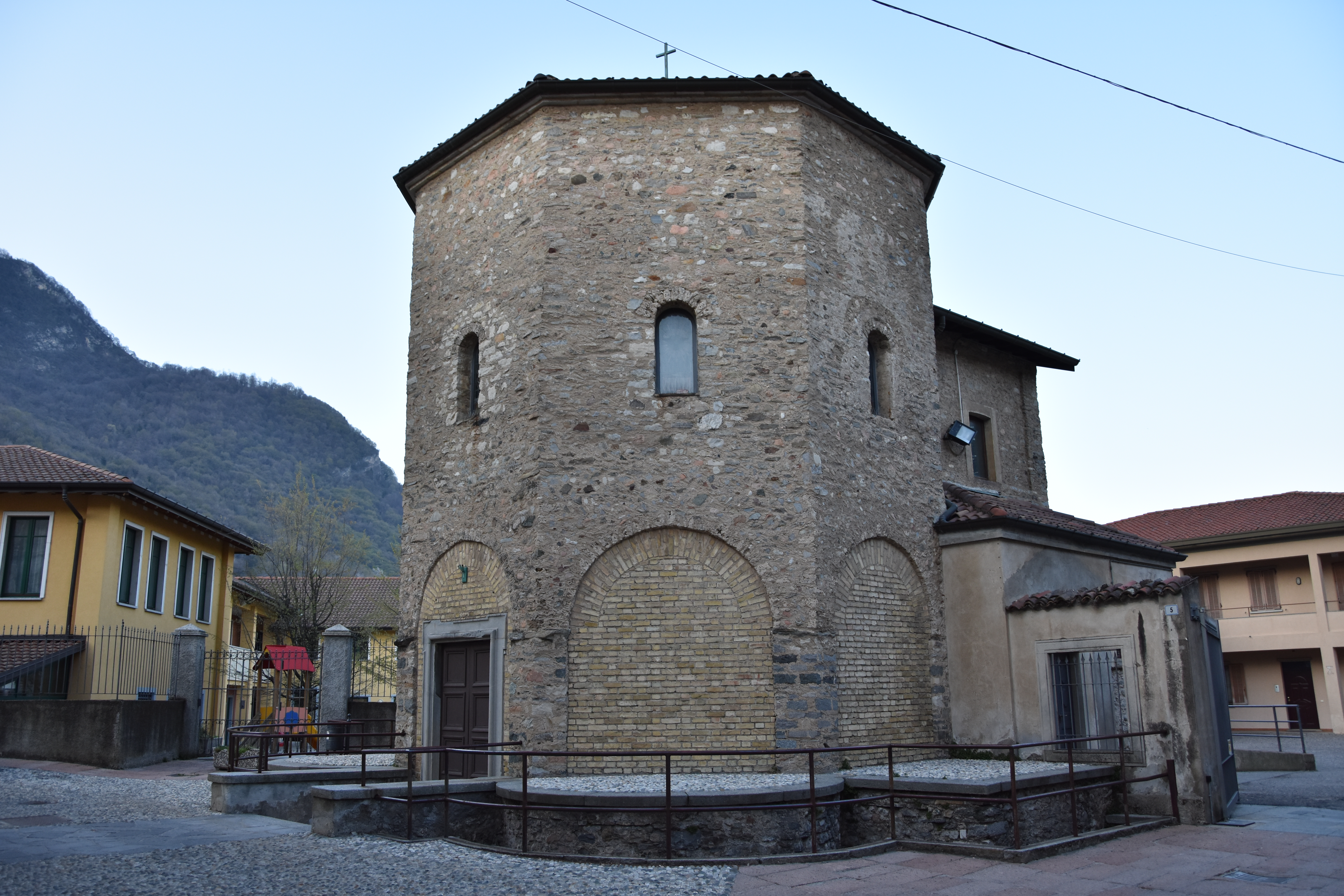
Battistero medioevale

La torre romanica si presenta imponente e slanciata, costruita da pietre di differenti tipologie. Al di sopra di un alto zoccolo si sussegueno sei larghe specchiature delimitate verticalmente da lesene angolari formate da pietre più lunghe, e orizzontalmente da frange di archetti. La specchiatura superiore, più corta delle altre, è stata parzialmente distrutta e allungata per l'apertura della cella campanaria. Le aperture si ingrandivano con gradualità salendo: nella prima una feritoia con ghiera in pietra, poi due finestre, la quarta specchiatura è intonacata e ricoperta dall'orologio mentre nel quinto riquadro sono visibili evidenti tracce di bifore murate.

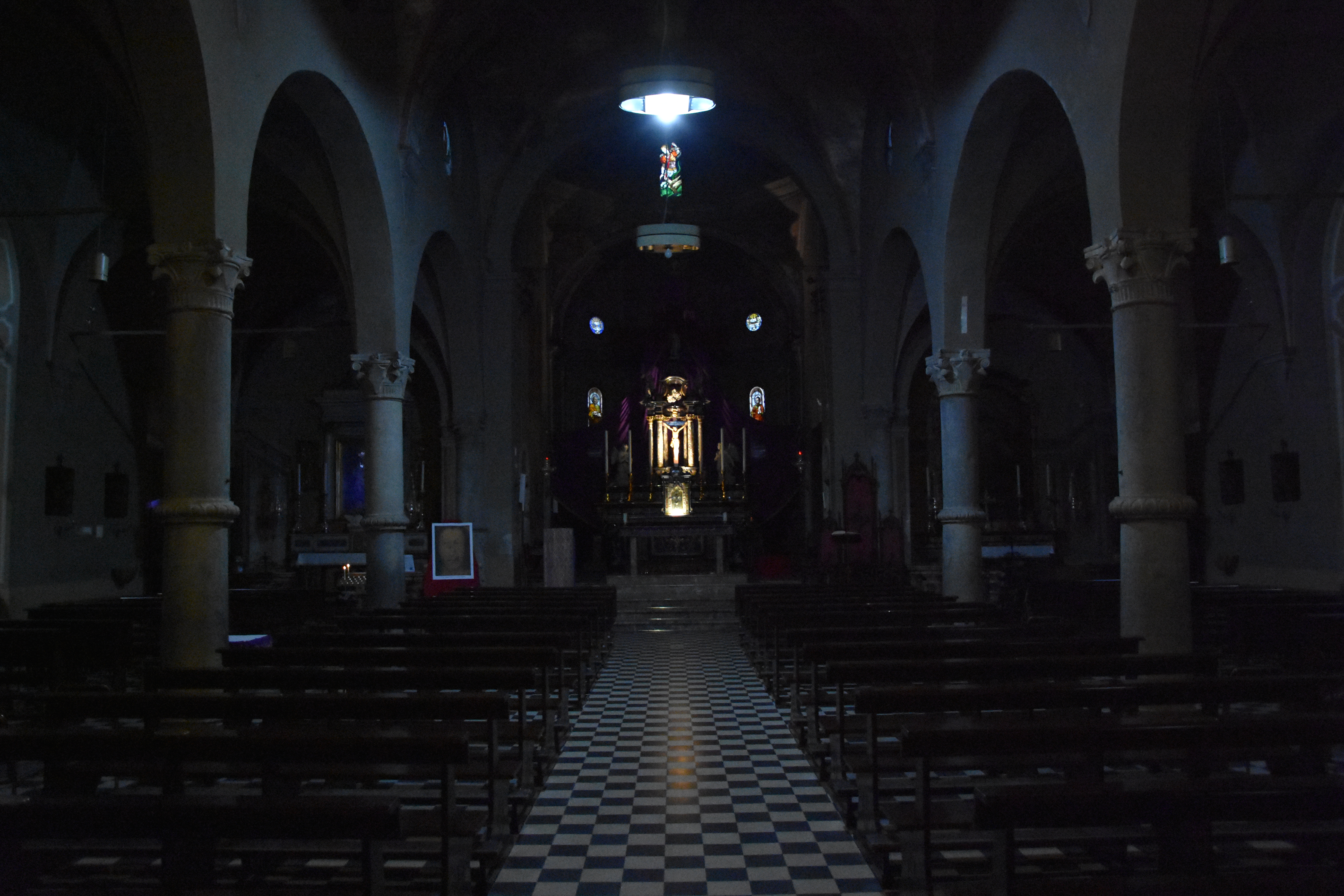
interno

Il battistero di epoca paleocristiana ha una datazione che oscilla dal secolo V al X; presenta una pianta ottagonale derivata dal milanese San Giovanni alle Fonti, che alterna absidiole quadrate e semicircolari, con alzato ad arcate cieche e monofore.
Dietro al pronao a serliana aggiunto nel Settecento, la facciata rinascimentale a capanna presenta aperture a oculo e una decorazione ad archetti in cotto. L'interno basilicale a tre navate separate da arcate a tutto sesto presenta una tipica veste rinascimentale quattrocentesca, con colonne in pietra fasciate e capitelli compositi e volte a crociera decorate con soli raggianti, di derivazione milanese (santa Maria delle Grazie a Milano). 

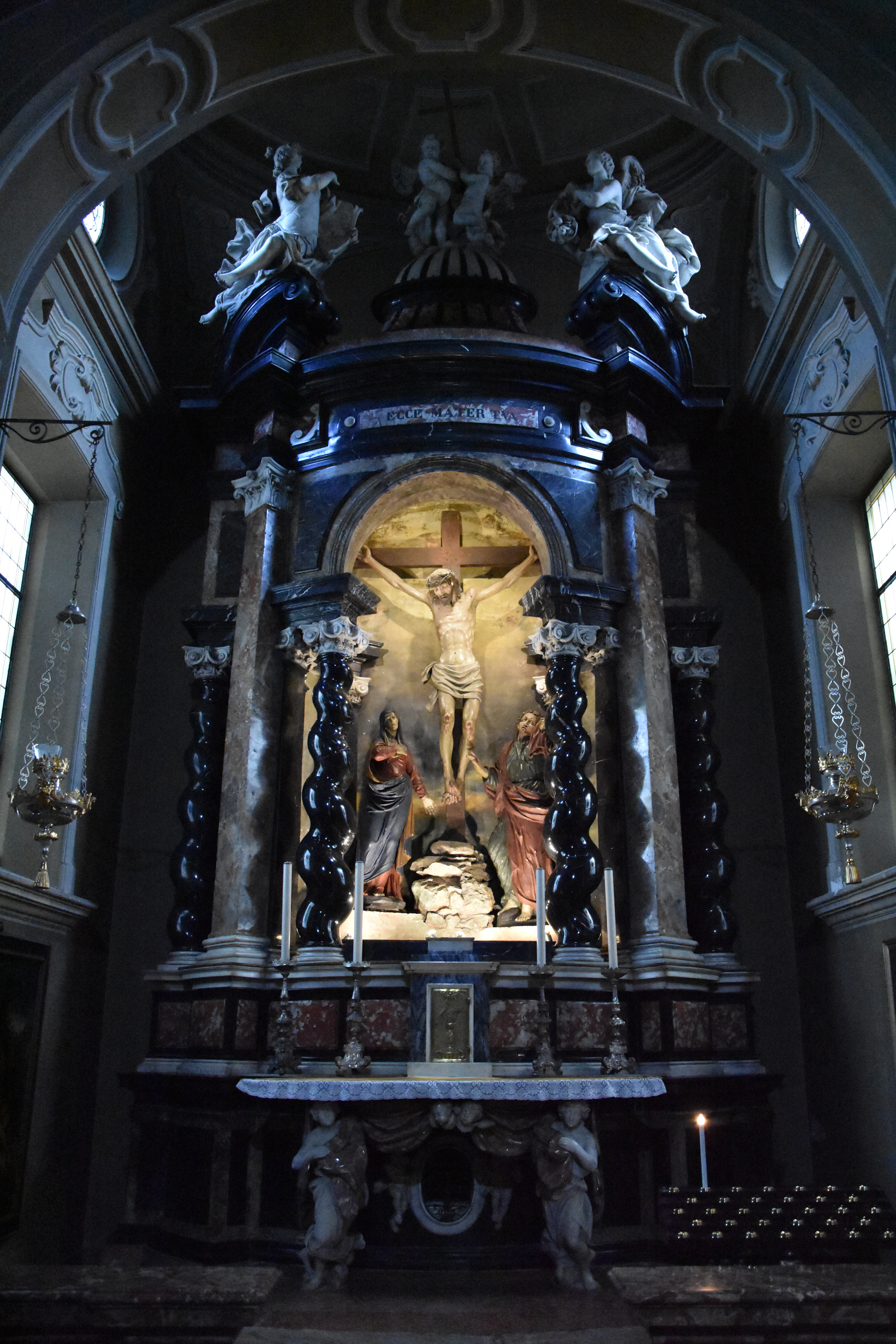
L'altare colla crocefissione

Custodisce al suo interno importanti opere d'arte barocca, gli altari della Madonna del Rosario e della Crocefissione. Si tratta di altari seicenteschi, provenienti dal convento domenicano di Como di San Giovanni in Pedemonte, ricco cenobio soppresso e distrutto all'inizio dell'Ottocento. Di eccezionale pregio l'altare marmoreo  oggi collocato nella cappella laterale destra, con al centro il complesso scultroreo della crocefissione. Esso era stato eretto per volere di Papa Innocenzo XI Odescalchi per la cappella gentilizia della propria famiglia all'interno del monastero comasco negli anni 70 del Seicento, dall'architetto milanese Gerolamo Quadrio, ingegnere capo della Fabbrica del Duomo di Milano. Per il sontuoso apparato in marmi pregiati di committenza papale, ideato per una cappella molto più grande di quella dove oggi si inserisce a stento, il Quadrio si era ispirato a due importanti capolavori della Roma barocca: la cappella Cornaro di Bernini in S. Maria della Vittoria, e la balaustrata con gli angeli reggidrappo inventati da Borromini per la cappella Spada in S. Girolamo della Carità.